# Vivaticket
Pour les articles homonymes, voir IREC.
 (avril 2014).
Vivaticket (ex Irec) est une entreprise française spécialisée dans la gestion des flux. Son logiciel Global Ticketing System fournit la gestion des réservations, de la billetterie, du contrôle d'accès, des boutiques et des restaurants.

## Historique
La société a été créée en 1990 par Érick Tomaszek sous le nom Irec.  
La société a été depuis rachetée par un groupe Italien: Best Union. 
En juillet 2018, la société change de nom et devient Vivaticket, adoptant ainsi l'appellation commune des entreprises du groupe. 

## Localisation
La société dispose d'un bureau à Paris 75014.

## Services
Vivaticket propose les solutions intégrées comprenant :
- billetterie, boutique, réservations, restauration, contrôle d'accès, audit et formation.